# Langenfeld (Noordrijn-Westfalen)
Langenfeld is een stad en gemeente in de Duitse deelstaat Noordrijn-Westfalen, gelegen in de Kreis Mettmann. De gemeente telt 59.112 inwoners (31 december 2020) op een oppervlakte van 41,15 km².

## Partnerstad
Langenfelds partnersteden zijn:
- Senlis in Frankrijk, sinds 1969
- Gostynin in Polen, sinds 1998
- Batangas City in de Filipijnen, sinds 1998

Stadvriendschappen zijn er met:
- Kirjat Bialik in Israël, sinds 1991
- Köthen, Saksen-Anhalt, Duitsland, sinds 1990

## Verkeer en vervoer
Spoorwegstations:
- Station Langenfeld (Rhld)
- Station Langenfeld (Rhld)-Berghausen

## Afbeeldingen

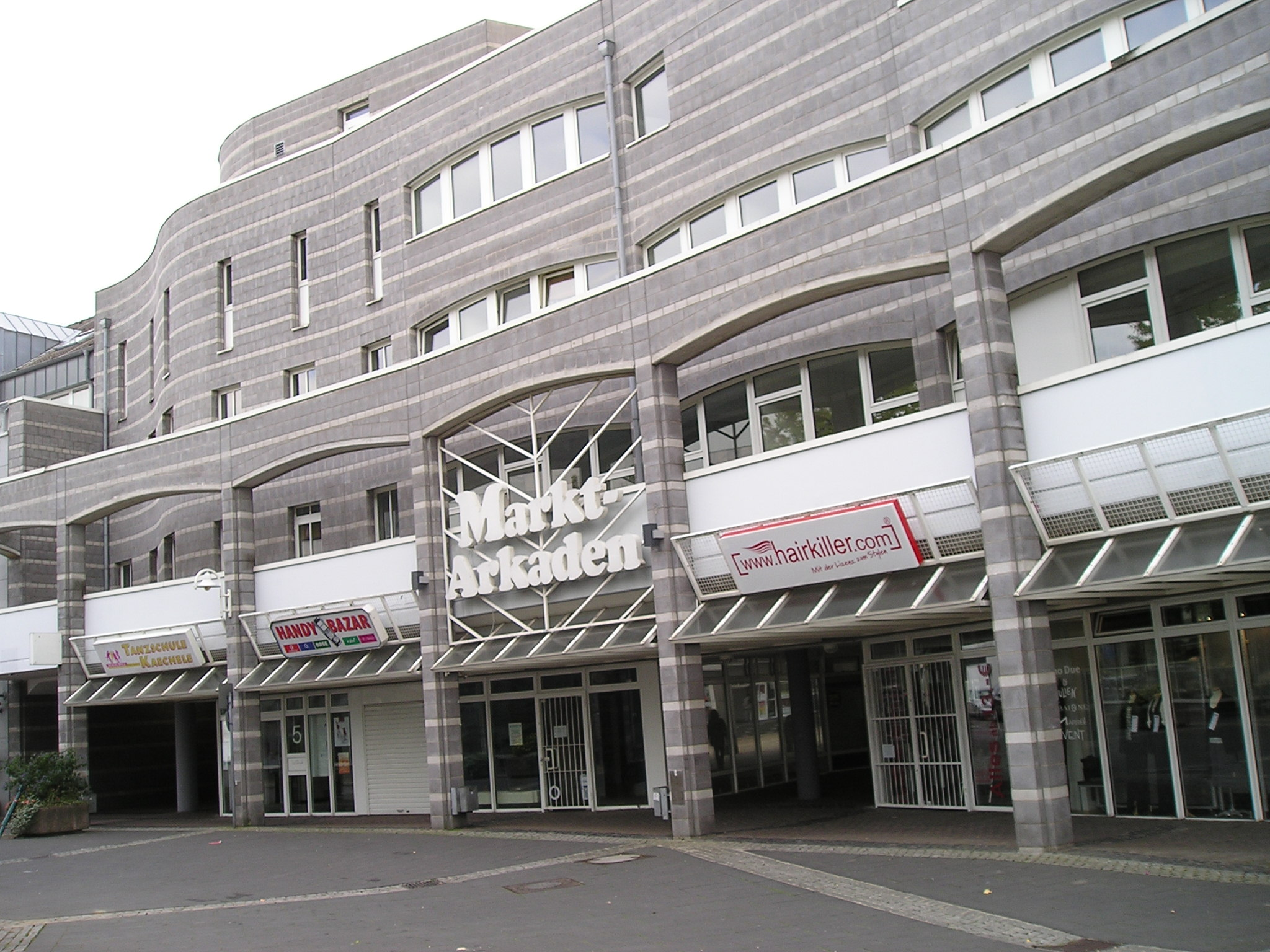
Marktarkaden
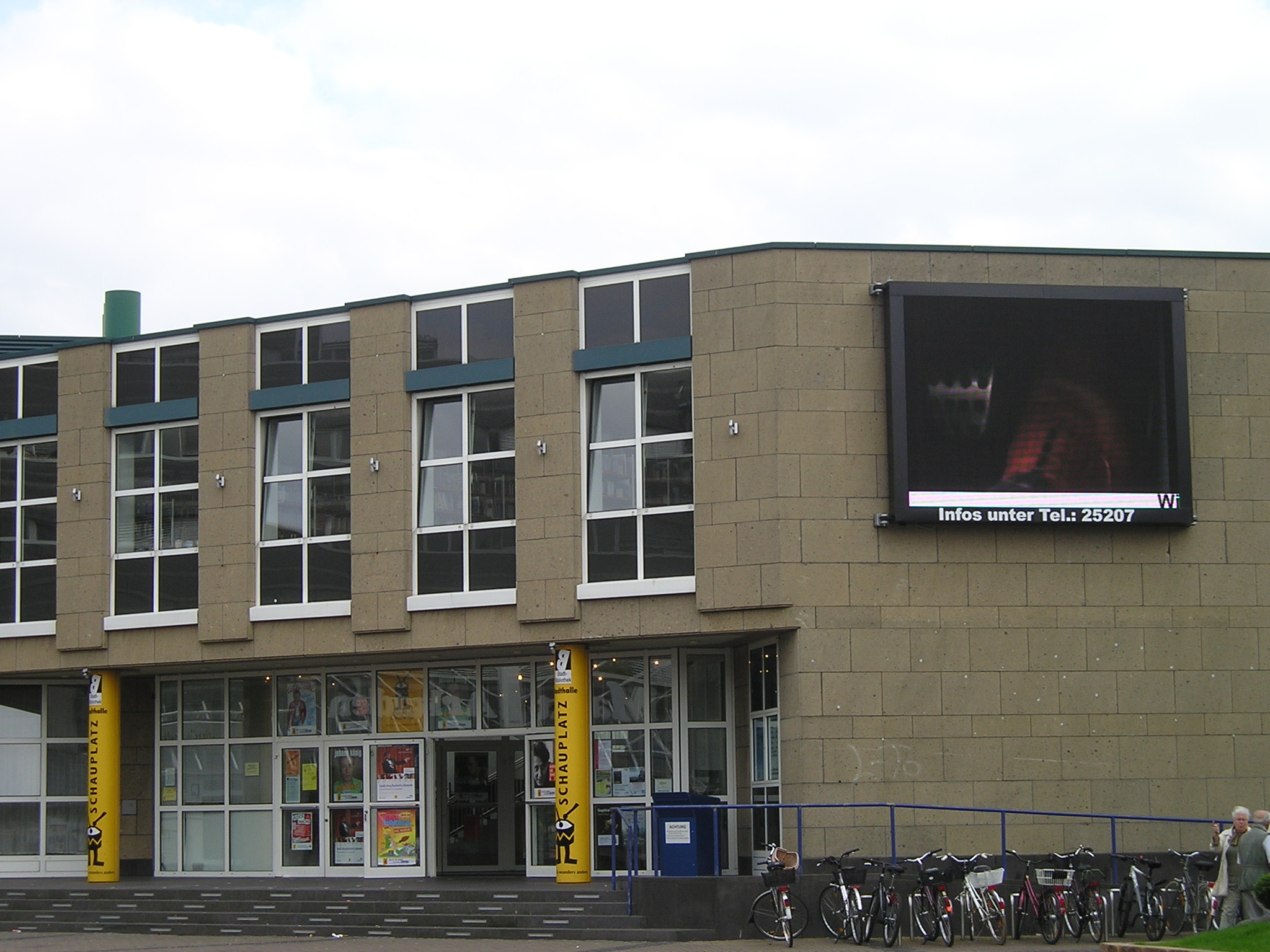
Stadthalle met Schauplatz
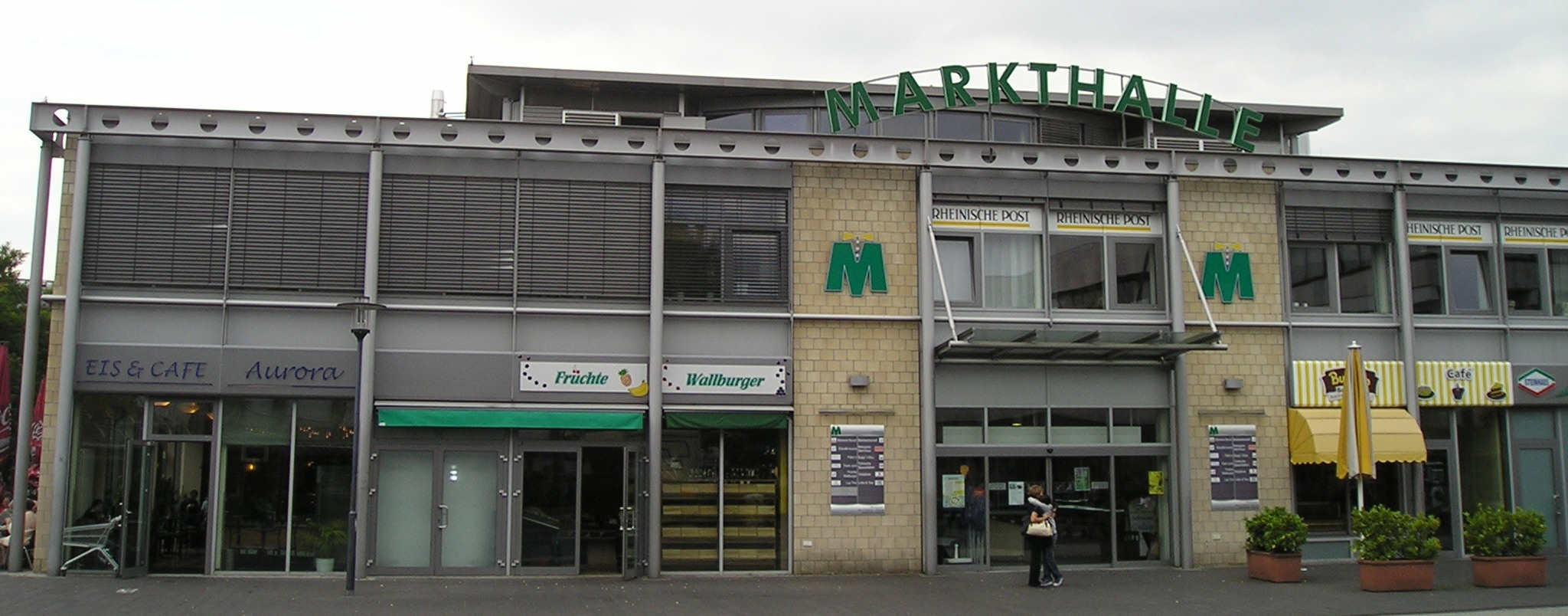
Markthalle